# Ion Ștefănescu
Ion Ștefănescu este un fost deputat român în legislatura 1990-1992, ales în județul Dolj pe listele partidului FSN.
Ion Ștefănescu a fost validat ca deputat pe data de 17 februarie 1992 și l-a înlocuit pe deputatul Ștefan Ilie.